# 태권도 원조 사범

대한민국은 태권도의 원조 사범들을 파견하여 한국 무도를 전 세계에 알리고 있다.

태권도 원조 사범(영어: original masters of taekwondo, 베트남어: Mười hai đại võ sư taekwondo đầu tiên)은 해외에서 사용되는 용어로, 1960년대 초 대한태권도협회 (KTA)가 새로이 정립된 태권도를 해외에 보급하기 위해 모인 12명의 대한태권도협회 무도 사범 집단을 가리킨다.(최창근, 최광조, 한차교, 김종찬, 김관일, 공영일, 박종수, 박정태, 박순재, 이종철, 이종협, 이기하)
이 집단은 최홍희 (1918-2002),  대한태권도협회 초대회장, 이후 국제태권도연맹 ( ITF ) 창설자, 남태희 (1929-2013), 베트남 태권도의 아버지로 알려진다. 이 사람들 중 다수는 최정화 밑에서 ITF에서 고위직을 맡았지만, 시간이 지나면서 몇 명은 떠났다. 대부분의 이들은 북미에 정착했고 나머지는 유럽이나 호주에 정착했다.
"원조 태권도 사범"이라는 표현은 이 사범 집단을 설명하는 데 사용되지만, KTA의 첫 번째(또는 원조) 사범임을 나타내지는 않기에 한국에서는 사용되지 않는다.